# Liste der Monuments historiques in Brandivy
Die Liste der Monuments historiques in Brandivy führt die Monuments historiques in der französischen Gemeinde Brandivy auf.

## Liste der Bauwerke
| Bezeichnung | Beschreibung | Standort      | Kennzeichnung | Schutzstatus | Datum | Bild |
| ----------- | ------------ | ------------- | ------------- | ------------ | ----- | ---- |
| Herrenhaus  |              | Kergal (Lage) | PA00091052    | Inscrit      | 1925  |      |

## Liste der Objekte
- Monuments historiques (Objekte) in Brandivy in der Base Palissy des französischen Kultusministeriums